# Tallinn-Tartu Grand Prix
Der Tallinn-Tartu Grand Prix war ein estnisches Straßenradrennen.
Das Rennen wurde 2002 zum ersten Mal unter dem Namen Baltic Open-Tallinn Grand Prix ausgetragen und fand seitdem jährlich im Mai oder Juni statt. Austragungsort war die estnische Hauptstadt Tallinn. 2004 wurde der Name in E.O.S. Tallinn Grand Prix abgeändert. Ab 2005 zählte das Eintagesrennen zur UCI Europe Tour und war in die Kategorie 1.1 eingestuft. Ab der Saison 2008 lief es unter dem Namen Tallinn-Tartu Grand Prix und hatte Tartu als Zielort. Rekordsieger sind die Esten Janek Tombak und Erki Pütsep, die das Rennen zweimal für sich entscheiden konnten.
2013 wurde das Rennen in eine Etappe der Tour of Estonia umgewandelt.

## Ergebnisse
| Jahr | Sieger         | Zweiter             | Dritter             |
| ---- | -------------- | ------------------- | ------------------- |
| 2002 | Oleg Grischkin | Andrus Aug          | Erki Pütsep         |
| 2003 | Arnaud Coyot   | Médéric Clain       | Lauri Aus           |
| 2004 | Mark Scanlon   | Nicolas Inaudi      | Arnaud Coyot        |
| 2005 | Janek Tombak   | Erki Pütsep         | Jonas Ljungblad     |
| 2006 | Janek Tombak   | Waleri Walynin      | Alexander Chatunzew |
| 2007 | Erki Pütsep    | Aleksejs Saramotins | Marius Bernatonis   |
| 2008 | Mart Ojavee    | Erki Pütsep         | Jens Mouris         |
| 2009 | Erki Pütsep    | Jaan Kirsipuu       | Gert Joeaar         |
| 2010 | Denis Flahaut  | Jaan Kirsipuu       | Erki Pütsep         |
| 2011 | Angelo Furlan  | Jonas Ahlstrand     | Alexandre Blain     |
| 2012 | Saïd Haddou    | Clinton Avery       | Blaž Furdi          |